# Пелтініш (Харгіта)
Пелтініш (рум. Păltiniș) — село у повіті Харгіта в Румунії. Входить до складу комуни Лупень.
Село розташоване на відстані 228 км на північ від Бухареста, 46 км на захід від М'єркуря-Чука, 129 км на схід від Клуж-Напоки, 87 км на північ від Брашова.

## Населення
За даними перепису населення 2002 року у селі проживали 427 осіб, з них 425 осіб (99,5%) угорців. Рідною мовою 425 осіб (99,5%) назвали угорську.